# Weißer Hirsch (Thale)

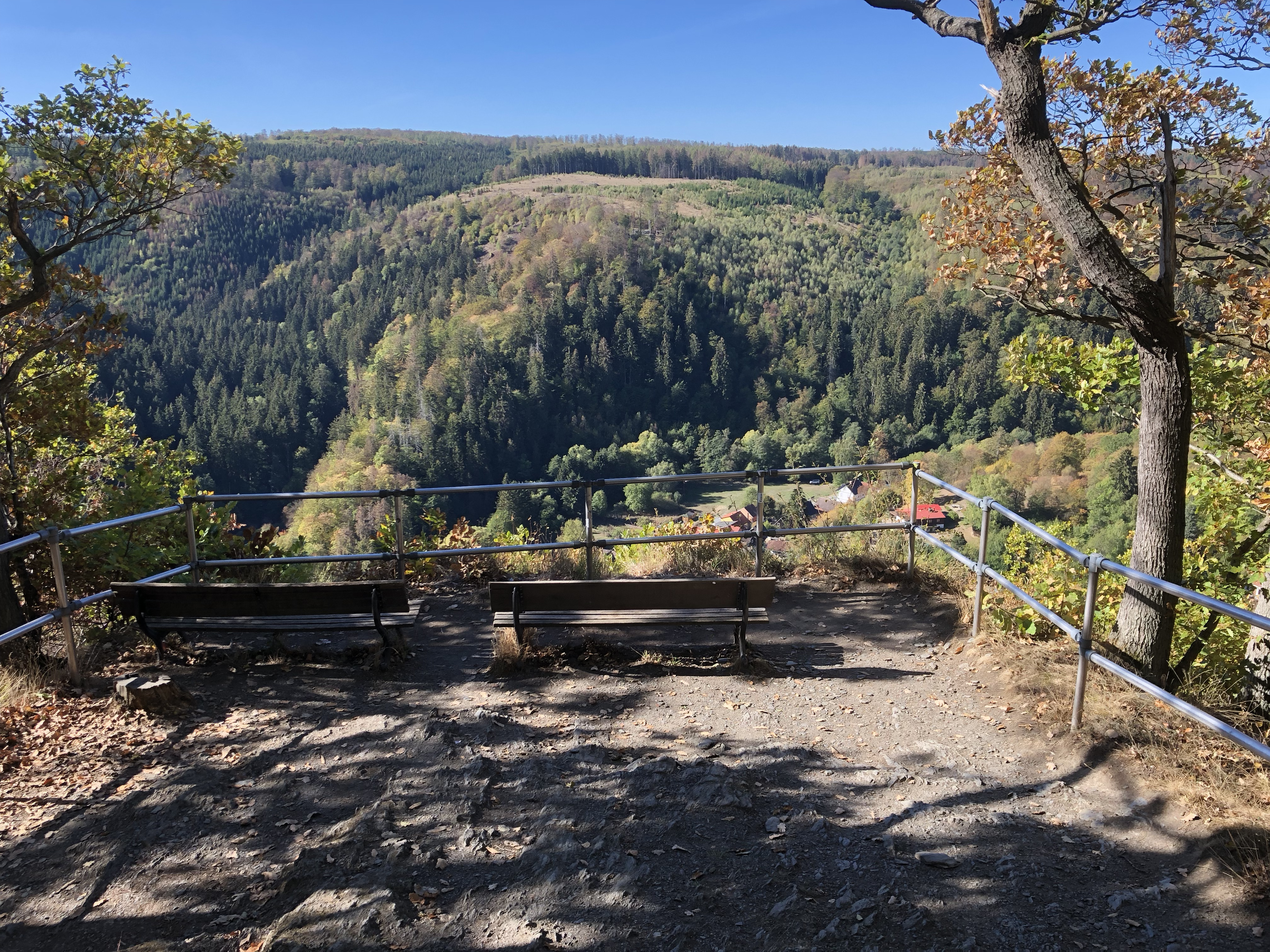
Aussichtspunkt Weißer Hirsch

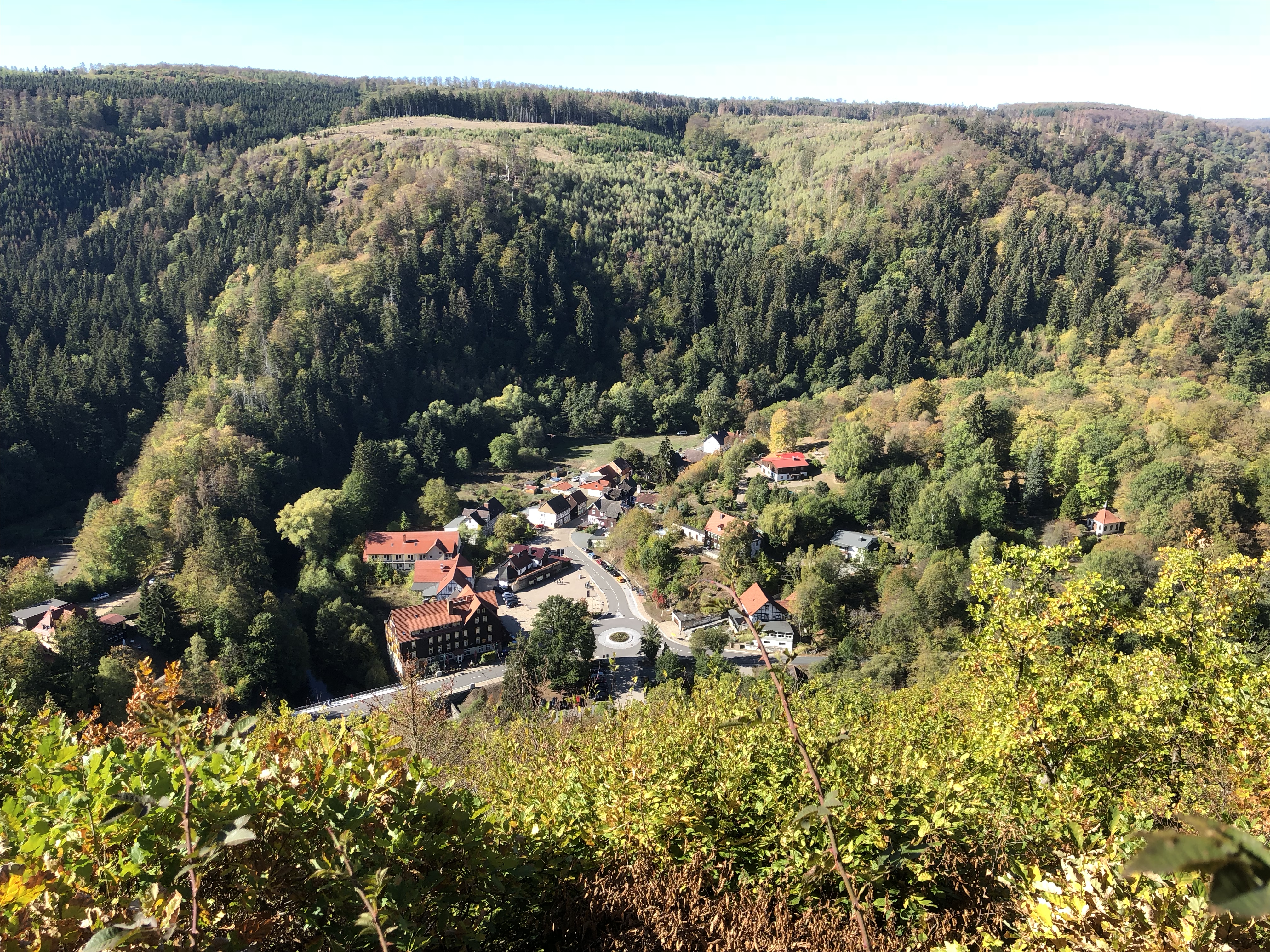
Blick auf Treseburg

Der Weiße Hirsch ist eine Felsklippe mit Aussichtspunkt im Harz in Sachsen-Anhalt.
Er befindet sich auf dem Gebiet der Stadt Thale östlich oberhalb des Ortsteils Treseburg.
Der Aussichtspunkt liegt auf einer Höhe von 425 Metern. Von dem mit zwei Bänken versehenen und mit einem Geländer gesicherten Aussichtspunkt besteht eine Sicht über den westlich im Bodetal etwa 150 Meter unterhalb gelegenen Ort Treseburg sowie die umgebenden Höhenzüge bis hin zum Brocken. Östlich des Weißen Hirschs führt ein Wanderweg von Treseburg zum Hexentanzplatz entlang.
Der Weiße Hirsch ist unter der Nummer 67 in das System der Harzer Wandernadel integriert.
Der Name Weißer Hirsch steht wohl im Zusammenhang mit einer gleichnamigen Sage. Danach ruhten einst zwei Venezianer auf Schatzsuche am Waldrand bei Treseburg aus, als ein von Jägern gejagter weißer Hirsch aus dem Dickicht brach und nach kurzem Zögern seine Flucht steil hinab ins Tal der Luppbode fortsetzte. Die Venezianer verfolgten den Hirsch, der jedoch im oberen Tiefenbachtal spurlos verschwand. Am Ort seines Verschwindens entdeckte man später viele Erzadern. Bei dem Hirsch soll es sich um einen verwunschenen Jäger gehandelt haben. Noch über viele Jahre sei der Hirsch am Ort seines Verschwindens jeweils am 24. Juni, den Johannestag, wieder aufgetaucht.